# Doug Smith (cestista)
Douglas Smith, detto Doug (Detroit, 17 settembre 1969), è un ex cestista statunitense, professionista nella NBA.

## Carriera
È stato selezionato dai Dallas Mavericks al primo giro del Draft NBA 1991 (6ª scelta assoluta).
Con gli Stati Uniti ha disputato i Campionati americani del 1989 e i Campionati mondiali del 1990.

## Statistiche

### College
| Anno      | Squadra         | PG  | PT  | MP   | TC%  | 3P%  | TL%  | RP   | AP  | PRP | SP  | PP   |
| --------- | --------------- | --- | --- | ---- | ---- | ---- | ---- | ---- | --- | --- | --- | ---- |
| 1987-1988 | Missouri Tigers | 30  | 16  | 26,4 | 50,3 | -    | 64,0 | 6,6  | 2,4 | 1,0 | 1,1 | 11,3 |
| 1988-1989 | Missouri Tigers | 36  | 35  | 27,1 | 47,7 | 25,0 | 73,6 | 6,9  | 2,4 | 1,1 | 0,7 | 13,9 |
| 1989-1990 | Missouri Tigers | 32  | 32  | 29,4 | 56,3 | 0,0  | 71,4 | 9,2  | 2,0 | 1,4 | 0,9 | 19,8 |
| 1990-1991 | Missouri Tigers | 30  | 30  | 35,0 | 49,7 | 16,7 | 82,1 | 10,4 | 3,2 | 2,1 | 1,4 | 23,6 |
| Carriera  | Carriera        | 128 | 113 | 29,4 | 51,0 | 17,4 | 74,7 | 8,2  | 2,5 | 1,4 | 1,0 | 17,1 |

### NBA

#### Regular season
| Anno      | Squadra          | PG  | PT  | MP   | TC%  | 3P%  | TL%  | RP  | AP  | PRP | SP  | PP   |
| --------- | ---------------- | --- | --- | ---- | ---- | ---- | ---- | --- | --- | --- | --- | ---- |
| 1991-1992 | Dallas Mavericks | 76  | 32  | 22,5 | 41,5 | 0,0  | 73,6 | 5,1 | 1,7 | 0,8 | 0,4 | 8,8  |
| 1992-1993 | Dallas Mavericks | 61  | 42  | 25,0 | 43,4 | 0,0  | 75,7 | 5,4 | 1,7 | 0,8 | 0,9 | 10,4 |
| 1993-1994 | Dallas Mavericks | 79  | 42  | 21,3 | 43,5 | 22,2 | 83,5 | 4,4 | 1,5 | 1,0 | 0,5 | 8,8  |
| 1994-1995 | Dallas Mavericks | 63  | 0   | 13,1 | 41,7 | 8,3  | 76,0 | 2,3 | 0,7 | 0,5 | 0,4 | 5,1  |
| 1995-1996 | Boston Celtics   | 17  | 2   | 5,4  | 35,9 | -    | 62,5 | 1,3 | 0,2 | 0,2 | 0,0 | 1,9  |
| Carriera  | Carriera         | 296 | 118 | 19,7 | 42,5 | 8,3  | 77,3 | 4,2 | 1,4 | 0,8 | 0,5 | 8,0  |

## Palmarès
- NCAA AP All-America Second Team (1990)
- NCAA AP All-America Third Team (1991)
- All-CBA Second Team (1998)
- 2 volte campione IBL (2000, 2001)
- IBL Most Valuable Player (2000)
- All-IBL First Team (2000)